# Zipp Simpli
Zipp (Zico) Simpli (model BT49QT-28) – skuter produkowany od 2008 roku na Tajwanie na zlecenie firmy Zipp Skutery.
Skuter napędzany silnikiem dwusuwowym o pojemności 49 cm³. Oferowany jest w kolorach: pomarańczowo-czarny, czerwono-biały, niebiesko-biały i czarno-żółty.

## Dane techniczne
| Marka i model                 | Zipp Simpli                          |
| ----------------------------- | ------------------------------------ |
| Lata produkcji                | 2008 - nadal produkowany             |
| Rozstaw osi (mm)              | 1300 mm                              |
| Waga pojazdu / całkowita (kg) | bez płynów 99 kg / (249) kg          |
| Pojemność skok. (cm³)         | 49 cm³                               |
| Silnik                        | 1 cylinder/chłodzony powietrzem      |
| Typ silnika                   | dwusuwowy                            |
| Skrzynia biegów (M/A)         | Automatyczna                         |
| Stopień sprężania             | 7,2:1                                |
| Moc kW (KM)                   | 3,52 kW (4,78 KM) przy 7500 obr./min |
| Maks. moment obrotowy         | 4,5 Nm przy 7000 obr./min            |
| Typ zapłonu                   | C.D.I                                |
| Olej silnikowy                | Semisynt 2T                          |
| Osiągi                        |                                      |
| 0-30 km/h (s)                 | 3,5 s                                |
| 0-50 km/h (s)                 | 5,2 s                                |
| Prędkość maksymalna (km/h)    | około 75 km/h                        |
| Prędkość minimalna (km/h)     | < 1,3 km/h                           |
| Pokonywanie wzniesień         | >6°                                  |
| Kąt skrętu                    | >45°                                 |
| Długość zawracania            | <2990 mm                             |
| Zbiornik paliwa (l)           | ok. 5 l                              |
| Układ elektryczny             |                                      |
| Świece zapłonowe              | NGK B8HS                             |
| Akumulator                    | 12V/4 Ah                             |
| Bezpiecznik                   | 10 A                                 |
| Główne światło                | 12V 35 W                             |